# Liste der denkmalgeschützten Objekte in Adlwang
Die Liste der denkmalgeschützten Objekte in Adlwang enthält die 6 denkmalgeschützten, unbeweglichen Objekte der Gemeinde Adlwang im oberösterreichischen Bezirk Steyr-Land.

## Denkmäler
| Foto |                 | Denkmal                                                                                      | Standort                                         | Beschreibung | Metadaten |
| ---- | --------------- | -------------------------------------------------------------------------------------------- | ------------------------------------------------ | --- | --- |
| ja   | Datei hochladen | Pfarrhof HERIS-ID: 18678 Objekt-ID: 14972                                                    | Bad-Haller-Straße 6 Standort KG: Adlwang         | | BDA-Hist.: Q37845563 Status: § 2a Stand der BDA-Liste: 2025-06-30 Name: Pfarrhof GstNr.: .21/1 |
| ja   | Datei hochladen | Kath. Filialkirche, Wallfahrtskirche St. Blasien HERIS-ID: 18696 Objekt-ID: 14990            | Grünburger Straße 117 Standort KG: Adlwang       | Die Wallfahrtskirche von St. Blasien, Gemeinde Adlwang, ist eine gotische Saalkirche. Sie hat ein einschiffiges Langhaus mit 2½ Jochen, ein Netzrippengewölbe und einem Dreiachtelschluss. Die Fenster sind mit Fischblasenmaßwerk ausgestattet. Die Portale im Westen und im Süden sind neugotisch. Der Turm ist ein Dachreiter aus Holz. Die Rittern von Rohr ließen diese Kirche um 1348 errichten. Die Einrichtung wurde um 1700 geschaffen. Der bemerkenswerte Hochaltar wurde 1715 urkundlich belegt vom Bildhauer des Stiftes Kremsmünster, vermutlich Johann Urban Remele, hergestellt. Das Gemälde des Hochaltares zeigt den hl. Blasius gemäß seiner Legende mit einer Kerze und der Frau, deren Schwein er ihr durch seine Gebete wieder verschaffte. Die Bilder der Kirche stammen von Mathias Auhuber aus dem nahen Bad Hall. Bemerkenswert ist auch der gotische Beschlag an der Tür von der Kirche in die Sakristei. | BDA-Hist.: Q37845614 Status: § 2a Stand der BDA-Liste: 2025-06-30 Name: Kath. Filialkirche, Wallfahrtskirche St. Blasien GstNr.: .66 Wallfahrtskirche St.Blasien, Adlwang                          |
| ja   | Datei hochladen | Mesnerhaus, Blasenhaus HERIS-ID: 18676 Objekt-ID: 14970                                      | Grünburger Straße 119 Standort KG: Adlwang       | | BDA-Hist.: Q37845541 Status: § 2a Stand der BDA-Liste: 2025-06-30 Name: Mesnerhaus, Blasenhaus GstNr.: .65 Mesnerhaus St. Blasien, Adlwang                                                         |
| ja   | Datei hochladen | Kath. Pfarrkirche, Wallfahrtskirche Sieben Schmerzen Mariae HERIS-ID: 18677 Objekt-ID: 14971 | Kirchenplatz 1 Standort KG: Adlwang              | Ein Sakralbau wird in Adlwang bereits 1330 erwähnt. Für die Pfarrkirche erfolgte Chor- und Turmbau 1431, gegen Ende des 15. Jahrhunderts wurde die Kirche erweitert. Der Neubau des Langhauses geschah 1659–1679. Das Chor besitzt ein spätgotisches Netzrippengewölbe (Dreiparallelrippen) und schöne Maßwerkfenster. Der Hochaltar ist von 1663, der Mittelteil mit Kreuz und knienden Engeln wird auf 1719 datiert. | BDA-Hist.: Q21598745 Status: § 2a Stand der BDA-Liste: 2025-06-30 Name: Kath. Pfarrkirche, Wallfahrtskirche Sieben Schmerzen Mariae GstNr.: .1 Pfarrkirche zu den Sieben Schmerzen Mariä (Adlwang) |
| ja   | Datei hochladen | Kapelle hl. Brunnen HERIS-ID: 18680 Objekt-ID: 14974                                         | Kirchenplatz 2, in der Nähe Standort KG: Adlwang | Der Heilige Brunnen ist der Ursprung des Wallfahrtsortes Adlwang. In der Kapelle befindet sich eine Pietà. Aus der Seitenwunde der Christusfigur floss einst das Wasser der Quelle. | BDA-Hist.: Q37845591 Status: § 2a Stand der BDA-Liste: 2025-06-30 Name: Kapelle hl. Brunnen GstNr.: .15                                                                                            |
| ja   | Datei hochladen | Pfarrheim HERIS-ID: 18679 Objekt-ID: 14973                                                   | Kirchenplatz 10 Standort KG: Adlwang             | | BDA-Hist.: Q37845579 Status: § 2a Stand der BDA-Liste: 2025-06-30 Name: Pfarrheim GstNr.: .10 |